# Độc lực (vi sinh học)
Độc lực là phương thức để phát động quá trình nhiễm trùng và gây bệnh của vi khuẩn.

## Các yếu tố bám dính
Bước quan trọng đầu tiên trong quá trình tương tác giữa tác nhân gây bệnh và vật chủ là sự bám dính (adherence) của chúng vào các bề mặt của vật chủ. Các bề mặt này bao gồm da, niêm mạc (khoang miệng, mũi hầu, đường tiết niệu) và các tổ chức sâu hơn (tổ chức lympho, biểu mô dạ dày ruột, bề mặt phế nang, tổ chức nội mô). Cơ thể tạo ra nhiều lực cơ học khác nhau nhằm loại bỏ các vi sinh vật khỏi các bề mặt này như bài tiết nước bọt, ho, hắt hơi, dịch tiết niêm mạc, nước tiểu, nhu động ruột và dòng máu chảy…. Một đặc điểm chung của các tác nhân gây bệnh là khả năng biểu hiện các yếu tố giúp chúng bám vào các phân tử trên nhiều loại tế bào khác nhau của vật chủ và giúp chúng chống chịu được các lực cơ học này. Một khi đã bám dính vào bề mặt tế bào vật chủ, tác nhân gây bệnh có khả năng khởi động các quá trình hóa sinh đặc hiệu gây bệnh như tăng sinh, bài tiết độc tố, xâm nhập và hoạt hóa các chuỗi tín hiệu của tế bào vật chủ.
Các yếu tố bám dính của vi sinh vật được gọi là các adhesin. Chúng có thể có bản chất polypeptide hoặc polysaccharide.
Các adhesin có bản chất polypeptide được chia thành hai nhóm: nhóm có fimbriae và nhóm không có fimbriae. Các fimbriae, hay còn gọi là các pili, là những cấu trúc phụ của vi sinh vật có dạng như sợi lông trên bề mặt vi khuẩn. Các fimbriae được cấu tạo bởi nhiều protein xếp chặt với nhau tạo nên hình dạng giống như trụ xoắn ốc. Thường thì chỉ có một loại protein là cấu trúc chính của một phân nhóm fimbriae tuy nhiên các protein phụ trợ khác cũng có thể tham gia vào cấu trúc của đỉnh hoặc gốc fimbriae. Đỉnh của các fimbriae có chức năng gắn với tế bào vật chủ. Các vi khuẩn Gram âm thường bám dính nhờ các fimbriae này như E coli (gây viêm dạ dày ruột và nhiễm khuẩn tiết niệu), V cholera, P aeruginosa và các loại Neisseria.
Thuật ngữ yếu tố bám dính không phải fimbriae (afimbrial adherin) dùng để chỉ các protein có chức năng bám dính nhưng không tạo thành cấu trúc dài, đa phân như fimbriae. Các yếu tố bám dính không phải fimbriae thường điều khiển quá trình tiếp xúc mật thiết với tế bào vật chủ tuy nhiên quá trình này chỉ xảy ra ở một nhóm nhỏ các loại tế bào nhất định nếu so với khả năng gắn được với rất nhiều loại tế bào khác nhau của fimbriae. Các vi khuẩn Gram âm (Yersinia pseudotuberculosis, E coli gây bệnh lý ruột, các Neisseria), các vi khuẩn Gram dương (Staphylococcus, Streptococcus) và các Mycobacteria là những tác nhân gây bệnh có yếu tố bám dính không phải fimbriae.
Các yếu tố bám dính bản chất polysaccharide thường là thành phần cấu tạo của màng tế bào, vách tế bào và vỏ vi khuẩn. Teichoic acid trong vách của vi khuẩn có tác dụng như là các yếu tố bám dính của Staphylococcus và của Streptococcus. Các polysaccharide (glucan và mannan) trong lớp vỏ của Mycobacteria cũng được các thụ thể của vật chủ nhận diện (receptor bổ thể 3 và mannose receptor) nhờ đó làm tăng tính bám dính của các tác nhân này. Mặc dù các tương tác receptor-ligand nhằm tăng cường khả năng bám dính có thể chia thành hai nhóm chính: tương tác protein-protein và protein-carbonhydrate, một điều quan trọng cần nhớ là các vi sinh vật thường sử dụng rất nhiều thụ thể khác nhau của tế bào vật chủ.
E coli gây bệnh lý ruột (Entero-pathogenic E coli: EPEC) bơm trực tiếp protein có chức năng thụ thể của chính nó vào trong tế bào vật chủ. Một khi đã ở trong màng tế bào vật chủ, các thụ thể này sẽ gắn với các yếu tố bám dính không phải fimbriae trên bề mặt tế bào vi khuẩn tạo thuận lợi cho quá trình bám dính.
Một điều quan trọng cần nhớ là một tác nhân gây bệnh thường biểu hiện nhiều yếu tố bám dính khác nhau. Chiến lược này được hầu hết các loại vi khuẩn (Gram âm, Gram dương và mycobacteria) sử dụng. Một hướng tập trung nghiên cứu điều trị hiện tại là phát triển các vaccine hoặc thuốc phong bế khả năng bám dính.

## Khả năng xâm nhập
Một khi đã gắn vào bề mặt tế bào vi khuẩn, một số tác nhân gây bệnh tiếp tục tiến sâu vào hơn nữa trong cơ thể vật chủ để tiếp tục chu trình nhiễm trùng. Quá trình này gọi là sự xâm nhập (invasion). Có thể chia quá trình xâm nhập thành hai loại: nội bào và ngoại bào.
Xâm nhập ngoại bào xảy ra khi tác nhân gây bệnh phá vỡ các rào cản của tổ chức để phát tán đến các vị trí khác trong cơ thể nhưng bản thân chúng vẫn tồn tại bên ngoài tế bào vật chủ. Phương thức xâm nhập ngoại bào được sử dụng bởi liên cầu khuẩn tan máu β nhóm A (Group A β-haemolytic streptococcus) và tụ cầu vàng (Staphylococcus aureus). Các chủng vi khuẩn này tiết một số enzyme phá hủy các phân tử của tế bào vật chủ: 
- Hyaluronidase: cắt đứt các proteoglycan ở tổ chức liên kết.
- Streptokinase và staphylokinase: phá hủy các cục fibrin.
- Lipase: giáng hóa các loại mỡ của vật chủ được tích tụ lại
- Nuclease: tiêu hủy các RNA và DNA được giải phóng ra.
- Các haemolysin tạo các lỗ thủng trên màng tế bào có khả năng ly giải không chỉ các hồng cầu mà cả các loại tế bào khác nữa. Haemolysin cũng tham gia vào sự phát tán vi khuẩn rộng hơn trong tổ chức vật chủ.
- Elastase của trực khuẩn mủ xanh có khả năng giáng hóa các phân tử ngoại bào và giúp vi khuẩn xâm nhập tổ chức với các biểu hiện lâm sàng như viêm màng keratin, hoại tử tổ chức trong bỏng và tạo các xơ nang.

Khả năng xâm nhập ngoại bào cho phép các tác nhân gây bệnh này tạo ra các chỗ ẩn nấp trong tổ chức và tại đó chúng có thể tăng sinh rồi phát tán vào các vị trí khác của cơ thể cũng như sản xuất các độc tố và khởi động các đáp ứng viêm. Các tác nhân gây bệnh xâm nhập ngoại bào cũng có thể đi vào bên trong tế bào và sử dụng cả hai con đường xâm nhập nội bào và ngoại bào.
Xâm nhập nội bào xảy ra khi các vi sinh vật thực sự đi vào bên trong tế bào của vật chủ và sống trong môi trường nội bào này. Một số các tác nhân gây bệnh là vi khuẩn Gram âm, vi khuẩn Gram dương và các Mycobacteria có khả năng sống bên trong tế bào. Các tế bào thực bào lẫn tế bào không có chức năng thực bào đều là đích tấn công của các tác nhân này. Một số tác nhân gây bệnh có đời sống ký sinh nội bào bắt buộc nghĩa là chúng buộc phải sống bên trong tế bào các động vật có vú mới có thể phát triển được. Các tác nhân này bao gồm Chlamydia, Rickettsia và Mycobacterium leprae. Các chủng vi khuẩn khác thuộc loại ký sinh nội bào không bắt buộc chỉ sử dụng khả năng xâm nhập nội bào như là phương tiện để tăng sinh và phát tán đến các tổ chức khác.

## Vỏ vi khuẩn
Một số vi khuẩn sản xuất một lượng lớn các phân tử polysaccharide trọng lượng phân tử cao, còn được gọi là exopolysaccharide. Lớp áo ngoại bào này được gọi là vỏ vi khuẩn (capsule). Khả năng sản xuất vỏ là một trong những yếu tố độc lực quan trọng nhất của vi khuẩn về phương diện xâm nhập tại vị trí viêm. Một cách cụ thể hơn, vỏ vi khuẩn giúp chúng chống lại cơ chế phòng vệ của cơ thể cũng như đề kháng kháng sinh. Vỏ một số vi khuẩn cũng có khả năng điều hòa miễn dịch. Vỏ này bảo vệ vi khuẩn chống lại sự thực bào bằng cách không cho các kháng thể tạo hiện tượng opsonin hóa trên vách vi khuẩn. Do không có hiện tượng opsonin hóa nên các đại thực bào và bạch cầu trung tính tiếp cận kém hoặc không thể tiếp cận được vi khuẩn. Hiện tượng "thực bào bất lực" này càng làm cho phản ứng viêm thêm mạnh mẽ bởi các tế bào thực bào không thể tiêu diệt được vi khuẩn càng cố gắng tiết nhiều cytokine hơn nữa trong nỗ lực làm sạch vi khuẩn nơi đây. Phản ứng này lại thu hút thêm nhiều các bạch cầu đa nhân và đại thực bào khác nữa đến ổ viêm.
Các loại vi khuẩn nguy hiểm có khả năng tạo vỏ là Streptococcus pneumoniae (phế cầu khuẩn), Neisseria meningitidis (não mô cầu khuẩn) và Pseudomonas aeruginosa (trực khuẩn mủ xanh).

## Vách tế bào vi khuẩn
Vi khuẩn được chia thành hai nhóm chính dựa trên sự khác biệt cấu trúc vách tế bào (cell wall): vi khuẩn Gram dương và vi khuẩn Gram âm. Vách tế bào của cả hai nhóm đều chứa các thầnh phần gây độc được xem là những yếu tố độc lực mạnh đóng vai trò trung tâm trong quá trình bệnh sinh của sốc nhiễm trùng huyết.
Các thành phần độc tố của vách tế bào không nhân là những thành phần cấu trúc cơ bản rất ít giải phóng vào môi trường xung quanh nếu tế bào không bị chết và bị ly giải. Một điều trái khoáy là các kháng sinh sử dụng trong lâm sàng lại làm giải phóng một lượng lớn các thành phần gây độc này. Do đó lại làm xấu hơn tình trạng bệnh sẵn có cũng như tiên lượng của bệnh nhân. 
Nhiều bằng chứng khoa học cho thấy rằng vi khuẩn Gr (-) và vi khuẩn Gr (+) cùng dùng chung một chiến lược để gây nhiễm khuẩn huyết.
Nhiễm trùng huyết là hậu quả từ các tác động liên hợp của cytokine, các thành phần bổ thể và các thành phần của con đường đông máu. Các thành phần của vách vi khuẩn có thể gây nên sự sản xuất hoặc hoạt hóa các chất trung gian điều hòa này. Thật vậy, các biến cố trực tiếp gây nên nhiễm trùng huyết là quá trình giải phóng các nội độc tố (endotoxin hay lipopolysaccharide) hoặc giải phóng các thành phần gây độc khác của vách vi khuẩn vào trong hệ tuần hoàn.
Lipopolysaccharide (LPS) vi khuẩn là một phân tử lưỡng tính nằm trong lớp màng ngoài của vách vi khuẩn Gram âm thường được xem là yếu tố chính chịu trách nhiệm trong quá trình gây nên sốc nhiễm trùng huyết. Thụ thể chính của LPS là CD14, một marker bề mặt của đại thực bào. Lipid A, thành phần gây độc của phân tử LPS, gây nên sự giải phóng hàng loạt các cytokine gây viêm và hoạt hóa hệ thống bổ thể và con đường đông máu. Các nghiên cứu gần đây cho thấy các thụ thể giống Toll (Toll-like receptor), cytokine viêm, eicosanoid, gốc tự do oxy hóa, yếu tố ức chế di chuyển đại thực bào, các protein kinase truyền tín hiệu và các yếu tố sao mã đều đóng vai trò quan trọng trong sinh bệnh học của sốc nhiễm trùng huyết do vi khuẩn Gram âm.
Các mảnh Peptidoglycan và teichoic acid trong vách tế bào vi khuẩn Gram dương có khả năng tạo nên nhiều hiệu ứng sinh lý bệnh giống như LPS. Peptidoglycan và teichoic acid của vi khuẩn Gram dương là thành phần khởi động chính của nhiễm trùng huyết do nhóm vi khuẩn này.
Các thành phần của vách tế bào ở cả vi khuẩn Gram âm và vi khuẩn Gram dương đều tác động chủ yếu thông qua khởi động đáp ứng viêm bằng cách hoạt hóa các monocyte, đại thực bào. Các tế bào này khi được hoạt hóa sẽ giải phóng một loạt các cytokine, đặc biệt là TNF α và interleukin-1. Mặc khác, cả nội độc tố lẫn peptodoglycan đều có thể hoạt hóa hệ thống bổ thể. Sự hoạt hóa này lại làm giải phóng TNF α từ các monocyte và gây nên tập trung các bạch cầu trung tính và làm co mạch phổi. Như vậy, bất kể nhiễm trùng huyết gây nên do vi khuẩn Gram dương hay vi khuẩn Gram âm, dấu hiệu và triệu chứng nhiễm trùng đều khá tương tự nhau.

## Các độc tố
Độc tố (toxin) là các vũ khí sinh học có bản chất protein hoặc không phải protein được sản xuất bởi vi khuẩn nhằm tiêu diệt các tế bào vật chủ. Các ví dụ về độc tố không phải protein là nội độc tố (LPS) của các vi khuẩn Gram âm và teichoic acid của các vi khuẩn Gram dương. Các độc tố bản chất protein (ngoại độc tố) thường là các enzyme đi vào tế bào có nhân bằng hai phương thức: (1) tiết vào môi trường lân cận hoặc (2) trực tiếp bơm vào bào tương của tế bào vật chủ thông qua hệ thống tiết loại III (type III secretion system) hoặc một số cơ chế khác. Các ngoại độc tố vi khuẩn có thể tạm chia thành bốn loại chính dựa trên thành phần cấu trúc amino acid cũng như chức năng của chúng:
- Độc tố A-B,
- Độc tố tiêu protein,
- Độc tố hình thành lỗ thủng, và
- Các độc tố khác.

Một số chủng vi khuẩn có độc tố A-B là P. aeruginosa, E. coli, Vibrio cholerae, Corynebacterium diphtheria và Bordetella pertussis. Các độc tố A-B có hai phần: tiểu đơn vị A có hoạt tính enzyme và tiểu đơn vị B chịu trách nhiệm gắn và đưa độc tố vào tế bào vật chủ. Hoạt tính enzyme của tiểu đơn vị A có thể có hoạt tính tiêu protein ví dụ như độc tố tetanus và botulinum hoặc có hoạt tính ADP ribosyl hóa (ADP ribosylating activity) như độc tố của vi khuẩn tả, ho gà, bạch hầu và độc tố A của trực khuẩn mủ xanh.
Các độc tố tiêu protein phá hủy các protein vật chủ đặc hiệu gây nên những đặc tính lâm sàng riêng của bệnh. Ví dụ độc tố botulinum của Clostridium botulinum, độc tố tetanus của Clostridium tetani, elastase và protease IV của P. aeruginosa. Độc tố botulinum được đưa vào bằng đường tiêu hóa và gây nên liệt mềm (flaccid paralysis) các dây thần kinh ngoại biên trong khi độc tố tetanus hình thành ở các vết thương sâu và gây nên liệt cứng (spastic paralysis) do ảnh hưởng đến thần kinh trung ương. Elastase và protease IV của trực khuẩn mủ xanh phả hủy các chất cơ bản của tế bào, cho phép nhiễm trùng lan tỏa đến các khu vực rộng hơn.
Các độc tố phá vỡ màng tế bào hiện diện ở một số vi khuẩn. Độc tố này có khả năng tạo lỗ thủng trên màng tế bào vật chủ gây ly giải tế bào. Càng ngày càng có nhiều độc tố tạo lỗ thủng màng tế bào được phát hiện ở các vi khuẩn Gram âm như họ RTX (Repeat arginine Threonine X motif). Mặc dù cơ chế tạo lỗ thủng giống nhau ở các thành viên của họ này, các tế bào đích lại khác nhau.
Các độc tố khác bao gồm: các protein dạng enzyme thủy phân globulin miễn dịch A (immunoglobulin A protease-type protein), các độc tố bền với nhiệt hoạt hóa Guanylate cyclase và các độc tố làm thay đổi khung nâng đỡ (cytoskeleton) của tế bào vật chủ.
Như vậy, vi khuẩn có khả năng sử dụng nhiều phương thức khác nhau nhằm phá hủy các con đường truyền tin cũng như tính toàn vẹn cấu trúc của tế bào để thiết lập và duy trì nhiễm trùng. Hiện nay y học đã bắt đầu hiểu được cơ chế phân tử của các tác động do độc tố. Điều đáng mừng là một số các độc tố quan trọng trên đây có chung những motif cấu trúc và sinh hóa. Chúng ta có thể lợi dụng đặc điểm này để phát triển các phương pháp trị liệu trong tương lai và các phương pháp này có thể hiệu quả chống lại nhiều vi khuẩn khác nhau.

## Khả năng ký sinh nội bào
Vi khuẩn gây bệnh đã tiến hóa và phát triển nhưng cơ chế để sống sót và nhân lên bên trong tế bào vật chủ sau khi xâm nhập. Các tế bào vật chủ có thể chứa đựng vi khuẩn nội bào gồm các tế bào không có chức năng thực bào (như các tế bào biểu mô và tế bào nội mô) và cả thực bào chuyên nghiệp như đại thực bào và bạch cầu trung tính. Khả năng sống sót và nhân lên được bên trong các thực bào chuyên nghiệp là điều đáng ngạc nhiên bởi các tế bào được trang bị các vũ khí có sức công phá mạnh mẽ để tiêu diệt vi khuẩn bị nuốt vào. Các cơ chế tiêu diệt mầm bệnh này bao gồm sự sản xuất các chất trung gian có khả năng oxy hóa, độ pH thấp bên trong các không bào chứa vi khuẩn và sự hoạt hóa các enzyme tiêu hủy protein.
Thường có ba nơi đồn trú mà vi khuẩn sử dụng để ẩn nấp bên trong tế bào. Các vị trí này bao gồm: 
- Bên trong các không bào tiêu thể-thực bào thể (lysophagosome) có khả năng thủy phân và có tính acid,
- Bên trong các không bào chưa hòa màng với tiêu thể, và
- Bên trong dịch bào tương.

Coxiella burnetti là một ví dụ về khả năng vi khuẩn sống bên trong các môi trường độc của không bào tiêu thể-thực bào thể. Chính độ pH thấp là điều kiện cần thiết để tác nhân này tăng sinh. Các chủng Mycobacterium, Salmonella, Legionella pneumophila và Chlamydia trachomatis thuộc nhóm cư trú bên trong các không bào chưa hòa màng với tiêu thể. Các không bào bị các vi khuẩn này chiếm cứ được xem là được "đặc biệt hóa" hoặc được "tái cấu trúc" vì về mặt hình thể chúng thường khác biệt với các không bào khác trong tế bào và chứa các marker bề mặt đặc trưng. Shigella flexneri, L monocytogenes và Rickettsia rickettsii là những tác nhân gây bệnh sống trong dịch bào tương. Các vi khuẩn này có cùng chung một chiến lược dùng enzyme phá hủy các không bào lân cận và phát tán nội bào thông qua sử dụng các khung nâng đỡ của tế bào.
Các vi khuẩn ký sinh nội bào có thể nhân lên và lan tràn đến các tế bào khác trong vùng nhiễm trùng hoặc có thể đi xa hơn. Chlamydia và Rickettsia ly giải màng tế bào vật chủ, phóng thích các tế vi khuẩn gây nhiễm trùng, các vi khuẩn này sẽ bám và xâm nhập các tế bào lân cận. Ngoài tác động làm ly giải tế bào vật chủ, Shigella và Listeria còn sử dụng một con đường lan truyền từ tế bào đến tế bào thông qua việc truyền trực tiếp một phần cấu trúc tế bào nhiễm bệnh cho tế bào lành lân cận. Các tế bào nhiễm vi khuẩn này tạo ra các phần lồi vào tế bào lành, sau đó phần lồi này sẽ hòa màng với tế bào lành và tạo nên các không bào chứa vi khuẩn bên trong tế bào lành. Các vi khuẩn ký sinh trong đại thực bào và bạch cầu trung tính cũng có khả năng sử dụng các thực bào này như là các phương tiện chuyên chở để gây nhiễm trùng toàn thân thông qua hệ thống máu và bạch huyết. Salmonella typhi, các chủng Yersinia và Brucella được xem là có khả năng di chuyển giữa các tổ chức theo phương thức này.
Các vi khuẩn nội bào gây nên những vấn đề nghiêm trọng trong một số bệnh lý nhiễm trùng. Một số tác nhân nhiễm trùng nội bào có thể tồn tại hàng năm trời và cần phải sử dụng một liệu pháp kháng sinh rất mạnh mẽ. Nhiễm trực khuẩn lao Mycobacterium tuberculosis là ví dụ điển hình nhất.
Trọng tâm của các nghiên cứu hiện tại là nhận diện và xác định đặc trưng của các yếu tố độc lực mà vi khuẩn ký sinh nội bào sử dụng để chiếm lĩnh nơi ẩn nấu khó tiếp cận này.

## Đề kháng kháng sinh
Việc phát minh ra kháng sinh đã làm thay đổi mang tính cách mạng trong điều trị các bệnh lý nhiễm trùng. Tuy nhiên việc sử dụng kháng sinh tràn lan trong những thập kỷ vừa qua đã dẫn đến sự xuất hiện rất nhiều chủng vi khuẩn đề kháng kháng sinh và tạo nên một mối nguy cơ toàn cầu trầm trọng đe dọa nền y học hiện đại. Cả vi khuẩn Gram dương và Gram âm đều có khả năng đề kháng lại các thuốc điều trị vi sinh vật. Các chủng vi khuẩn đề kháng kháng sinh (một số lớn trong đó có khả năng đa đề kháng) xuất hiện gầy đây và là nguyên nhân của những mối lo ngại gồm: các tác nhân gây bệnh tiêu chảy như Shigella, Salmonella, E coli và Enterococcus faecium; các tác nhân gây bệnh đường hô hấp như Klebsiella pneumoniae và P aeruginosa; gây bệnh đường tiết niệu như E coli, M tuberculosis. Các tác nhân gây bệnh này vẫn là nguyên nhân gây tử vong do nhiễm trùng hàng đầu trên thế giới. Hơn nữa, Staph aureus đề kháng với methicillin, một trong những nguyên nhân gây nhiễm trùng bệnh viện thường gặp nhất, và các vi khuẩn Gram âm đề kháng vancomycin như Enterococcus (và cả Staph aureus) là những thách thức thực sự đối với các bác sĩ lâm sàng.
Có ba cơ chế thường gặp của hiện tượng đề kháng kháng sinh ở vi khuẩn: 
- Thay đổi vị trí đích tác động,
- Thay đổi sự thu nhận kháng sinh, và
- Bất hoạt kháng sinh.

Sự phát triển khả năng đề kháng được thực hiện thông qua hai quá trình di truyền: do đột biến tự phát và chủ yếu là do thu nhận các gene từ nguồn gốc bên ngoài thông qua hiện tượng chuyển gene theo chiều ngang. Hiện tượng chuyển gene theo chiều ngang xuất hiện khi các yếu tố di truyền được chuyển từ một cá thể này đến cá thể khác cùng loài hoặc khác loài.
Ngoài ra, thay đổi vật chất di truyền đưa đến hiện tượng đề kháng cũng được gây nên bởi đột biến tự phát. Ví dụ một đột biến làm thay đổi vị trí gắn kháng sinh có thể làm giảm độ nhạy cảm kháng sinh đó và làm gia tăng đề kháng thuốc. Đặc biệt, M tuberculosis, tác nhân gây bệnh lao, vẫn là mối đe dọa cho sức khỏe loài người vì vi khuẩn này có khả năng đa đề kháng, bao gồm đề kháng với isoniazid và streptomycin. Đề kháng với streptomycin là do vi khuẩn có các đột biến làm thay đổi các đích của kháng sinh này.
Khả năng lan tràn của các vi khuẩn đề kháng kháng sinh là mối đe dọa thực sự đối với sức khỏe cộng đồng trên toàn thế giới. Quá trình này có thể thuận lợi nhờ khả năng tạo các biofilm. Các biofilm này là các tập hợp vi sinh vật có tổ chức nhờ đó chúng có thể chia sẻ khả năng sống sót và tăng cường đề kháng đối với các kích tác của môi trường. Sự lây lan này có thể xảy ra giữa động vật với động vật do thức ăn bị nhiễm chất thải hoặc từ động vật lây cho người do ăn phải các thức ăn nhiễm bẩn, do xuất nhập khẩu động vật sống hoặc các sản phẩm của chúng và lây từ người sang người, đặc biệt là trong các cơ sở chăm sóc y tế.
Nguy cơ tạo thành dịch (epidemic) hoặc đại dịch (pandemic) là nguy cơ có thật và nó đặt ra một thách thức lớn cho việc điều trị các bệnh nhiễm trùng trên bình diện toàn cầu. Do vậy cần phải có các nghiên cứu phát triển các thuốc mới hiệu quả trong việc kiểm soát và ngừa sự lan tràn này.

## Triển vọng nghiên cứu và điều trị
Đối mặt với những cơ chế mà vi khuẩn sử dụng để gây bệnh, các nghiên cứu trong tương lai sẽ tập trung vào những hướng nào? Những tiến bộ gần đây trong kỹ thuật khuếch đại chuỗi DNA (polymerase chain reaction: PCR) và các kỹ thuật DNA khác cho phép các nhà khoa học xác định nhanh chóng bộ gene hoàn chỉnh của cả các vi sinh vật gây bệnh và tế bào của vật chủ có nhân cũng như lượng giá được mức độ biểu hiện gene và mô tả được các quá trình phân tử xảy ra trong nhiễm trùng. Áp dụng các phương pháp này trong việc nghiên cứu bộ gene của vi sinh vật và tế bào vật chủ, kết hợp với các công cụ phân tích hiệu quả và thang đánh giá mức độ biểu hiện gene đã và đang tạo ra một cuộc cách mạng trong việc phát triển các kỹ thuật mới trong chẩn đoán, tiên lượng và xử trí lâm sàng các bệnh nhiễm trùng.